# باب البحر (بجاية)
باب البحر أو البوابة المذهبة هي بوابة تاريخية لمدينة بجاية الجزائرية تفضي على البحر الأبيض المتوسط.

## نبذة تاريخية
بُني باب البحر، الذي يعرف أيضاً باسم الباب العربية (سارازين) في ظل حكم الناصر (454 - 481 هجري / 1062 – 1088 ميلادي)، في الوقت نفسه الذي بنيت فيه الأبواب الخمسة الأخرى للسور الذي كان يحمي المدينة. «إنّ باب سارازين في بجاية، يقول ج. مارسي، هو باب للبحر شأنه في ذلك شأن القوس المهدوم حالياً والذي كان يفضي إلى ميناء المهديّة التونسي، وشأن باب المريسة في سلا (وباب البحر في حنين في الجزائر). كان باب البحر، وقبل أن يُطمرَ الغرين قاعدتَه، يسمح بمرور القوارب القادمة كي تحتمي في حوضه المردوم اليوم والذي يتجوف إلى الوراء». لكن، لم يذكر أي مصدر فيما إذا كان البحر يضرب أساسات السور أو أن قناة كانت تتيح للقوارب الوصول إلى حوض المرفأ المحمي وراء السور.
شُيدَ العقد المنكسر من الآجر المملوء، وهو يستند على عضادات مبنية من أحجار بناء وذلك بواسطة حَجَرين منحوتين. وفوق هذا العقد، يرفع جدارٌ مشيّدٌ أيضاً من أحجار بناء عقداً مشابهاً للأول، لكنه يشكل قبوة أكثر اتساعاً كانت تحمل ممر الحرس وقاعة الحراسة. أمّا في الواجهة المحاذية للبحر، فثمّة عقد يمتد على طول السور، يبدو أنه يلعب دور عقد توزيع لثقل العقد الأول.